# Austrolebias alexandri
Austrolebias alexandri är en fiskart som först beskrevs av Castello och López, 1974.  Austrolebias alexandri ingår i släktet Austrolebias och familjen Rivulidae. Inga underarter finns listade.